# Multioppia crassuta
Multioppia crassuta är en kvalsterart som beskrevs av K. Fujikawa 2003. Multioppia crassuta ingår i släktet Multioppia och familjen Oppiidae. Inga underarter finns listade i Catalogue of Life.